# Deportivo Masatepe
Maillots
Le Deportivo Masatepe est un club nicaraguayen de football basé à Masatepe.

## Palmarès
- Coupe du Nicaragua de football : 1
  - Vainqueur : 2005